# José da Fonseca e Gouveia
José da Fonseca e Gouveia ComTE • ComA (Porto, 12 de Dezembro de 1792 - Massarelos, Porto, 31 de Janeiro de 1863), 1.º Barão de Vilar, depois 1.º Barão de Lordelo, foi um militar, administrador colonial e político português.

## Biografia
Filho de José Vicente da Fonseca Silva e Gouveia de Almada e de sua primeira mulher Norberta Emerenciana Archer, de ascendência Alemã, Holandesa, Inglesa e Portuguesa.
Tenente-General do Exército, foi Comendador da Ordem Militar da Torre e Espada, do Valor, Lealdade e Mérito, Comendador da Ordem Militar de Avis.
Governador Militar da Ilha do Faial de 1831 a 1832, Governador Militar do Castelo de São João da Foz do Douro de 1832 a 1833 e Governador Militar da Linha de Lordelo do Ouro em 1833, foi nomeado Governador Geral da Província de Angola, cargo que não chegou a exercer, Administrador Geral do Distrito do Funchal e Comandante da 9.ª Divisão Militar em Chaves.
Foi 1.º Barão de Lordelo, título por que foi trocado o de 1.º Barão de Vilar, com que, primitivamente, fora agraciado.
Casou a 5 de Novembro de 1834 com sua prima-irmã Maria Leopoldina Archer (9 de Fevereiro de 1802 - 15 de Agosto de 1892), filha de Francisco Archer, irmão de sua mãe, e de sua mulher Francisca Leonor Bellon, de ascendência Francesa, Portuguesa e Italiana, sem geração.
Faleceu repentinamente na casa número 71 da rua de Vilar, freguesia de Massarelos, no Porto, sendo sepultado no extinto cemitério de Cedofeita.